# Procédé Van Dyke
Le procédé Van Dyke est un procédé photographique ancien. Il doit son nom à la similarité avec la peinture brun Van Dyck.
C'est une version simplifiée du callitype.